# Хагау (Муреш)
Хагау (рум. Hagău) насеље је у Румунији у округу Муреш у општини Рачу. Oпштина се налази на надморској висини од 383 m.

## Становништво
Према подацима из 2002. године у насељу је живело 52 становника, од којих су сви румунске националности.